# 한남정맥

서해안 쪽 한남정맥

한남정맥(漢南正脈)은 백두대간의 속리산에서 시작된 한남금북정맥(漢南錦北正脈)이 안성 칠장산(七長山)에서 한남·금북으로 갈라져 서북쪽으로 김포 문수산(文殊山)에 이르는 산줄기의 옛 이름이다. 《산경표》에서 규정한 1대간 1정간 13정맥중의 하나로, 한강 줄기의 남쪽에 있는 분수령이라 하여 한남정맥이라 부르며 경기도의 한강 본류와 남한강의 남쪽 유역의 분수령으로 해발 100m 미만의 낮은 등성이의 연결로서 서쪽에 위치한 인천·시흥·안산 등의 산줄기를 만들다가 용인과 수원에 이르러 제법 큰 산세를 이룬다. 남쪽으로 금북정맥(錦北正脈)과 연결된다. 최근에는 경인 아라뱃길에 의해 산줄기의 일부가 잘려나갔다.

## 주요 산
한남정맥은 죽산에 있는 칠장산에서 시작되어 도덕산·국사봉(안성)·상봉·달기봉·무너미고개·함박산(函朴山:349.3m, 용인)·학고개·부아산(負兒山:402.7m, 용인)·메주고개(覓祖峴)·석성산(石城山:471.5m, 용인)·할미성·인성산(仁聖山:122.4m, 용인)·형제봉·광교산(光敎山:582m)·백운산(白雲山:560m)·수리산·국사봉(國思峯:538m)·청계산(淸溪山:618m)·응봉(鷹峰:348m)·관악산(冠岳山:629m)·소래산(蘇來山)·성주산(聖住山)·철마산·계양산(桂陽山)·가현봉(歌弦峰)·필봉산(筆峰山)·학운산(鶴雲山)·것고개·김포 문수산(文殊山) 등으로 이어주고 있다.

## 정맥
정맥(正脈)은 산경표에서, 산맥을 크기에 따라 위계를 나누었을 때 가장 작은 단위이다.

## 비교
『산경표』에 기록되어 있는 산이름은 다음과 같다.
- 칠장산(七賢山)
- 백운산(白雲山)
- 구봉산(九峰山)
- 대소곡둔현(大小曲頓峴)·
- 석륜산(石倫山)·
- 수유산(水踰山)·
- 부아산(負兒山)
- 보개산(寶蓋山)·
- 석성산(石城山)
- 객망현(客望峴)·
- 광교산(光敎山)
- 사근현(沙斤峴)·
- 오봉산(五峰山)
- 수리산(修理山)
- 오자산(五子山)·
- 소래산(蘇來山)
- 성현(星峴)·
- 주안산(朱安山)·
- 원적산(元積山)
- 경명산(鏡明山)·
- 북성산(北城山)·
- 가현산(歌絃山)
- 약산(藥山)
- 문수산(文殊山)

## 같이 보기
- 산경표

1. ↑  《1대간 9정맥 GPS 종주지도집》. 사람과 산. 2009년 11월호 특별부록.